# Thalictrum uchiyamae
Thalictrum uchiyamae är en ranunkelväxtart som beskrevs av Takenoshin Nakai. Thalictrum uchiyamae ingår i släktet rutor, och familjen ranunkelväxter. Inga underarter finns listade i Catalogue of Life.